# Universiteit van Nairobi
De Universiteit van Nairobi is de grootste en oudste universiteit van Kenia. Het instituut werd al in 1956 opgericht, maar werd pas een onafhankelijke universiteit in 1970, nadat de Universiteit van Oost-Afrika werd opgedeeld in drie onafhankelijke universiteiten: de Universiteit van Makerere in Oeganda, de Universiteit van Dar es Salaam in Tanzania en de Universiteit van Nairobi.
In 2011 had de universiteit 61.912 studenten, waarvan 49.988 bachelorstudenten. De universiteit komt voor in de rankings als de nummer 1 universiteit van Kenia, nummer 12 van Afrika en nummer 1624 van de wereld, en is lid van de Vereniging van Universiteiten van het Gemenebest, de Vereniging van Afrikaanse Universiteiten en de Internationale Vereniging van Universiteiten.

## Geschiedenis
Hoewel de Universiteit van Nairobi pas in 1970 een onafhankelijke universiteit werd, begint de geschiedenis van de universiteit bij de oprichting van haar voorloper, het Royal Technical College. Deze veranderde op 25 juni 1961 in het Royal College Nairobi, het tweede University College in heel Oost-Afrika. Het Royal College Nairobi had speciale banden met de Universiteit van Londen. Studenten werden  voorbereid om af te studeren aan de Universiteit van Londen aan de faculteiten Kunst en Cultuur, Natuurwetenschappen en Techniek.
Op 20 mei 1964 werd de universiteit hernoemd tot University College Nairobi en werd een onderdeel van de Universiteit van Oost-Afrika. Studenten kregen niet langer een diploma aan de Universiteit van Londen, maar aan de Universiteit van Oost-Afrika. In 1970 veranderde het University College Nairobi in de eerste openbare universiteit van Kenia en heette vanaf toen Universiteit van Nairobi. Later ging de universiteit samenwerkingen aan met de Universiteit Sapienza Rome en de Vrije Universiteit Brussel, met als doel vooral het financieren van onderzoek.

## Faculteiten
De Universiteit van Nairobi heeft de volgende faculteiten:
- Faculteit Landbouw en Diergeneeskunde
- Faculteit Bouwkunde en Techniek
- Faculteit Biologie en Natuurkunde
- Faculteit Educatie
- Faculteit Gezondheidswetenschappen
- Faculteit Geesteswetenschappen en Sociale Wetenschappen

## Alumni
Bekende alumni van de Universiteit van Nairobi zijn:
- William Ruto (1966), vicepresident van Kenia, studeerde plantkunde en zoölogie[5]
- Wangari Maathai (1940-2011) , politiek activiste, studeerde anatomie[6]